# Jasper (Arkansas)
Pour les articles homonymes, voir Jasper.
Jasper est un village américain situé dans l'Arkansas, aux États-Unis.

## Démographie
Au recensement de 2000, il y avait 466 habitants à Jasper, répartis en 115 familles. La densité de population est de 362,8 km2.
Composition de la population :
- blancs : 96,18 %
- hispaniques : 2,61 %
- amérindiens : 0,80 %
- métis : 2,41 %
- 21,3 % de la population a moins de 18 ans
- 6,4 % de la population a entre 18 et 24 ans
- 18,7 % de la population a entre 25 et 44 ans
- 22,5 % de la population a entre 45 et 64 ans
- 31,1 % de la population a plus de 65 ans

| 1880 | 1910 | 1920 | 1930 | 1940 | 1950 |
| ---- | ---- | ---- | ---- | ---- | ---- |
| 91   | 242  | 253  | 385  | 412  | 407  |

| 1960 | 1970 | 1980 | 1990 | 2000 | 2010 |
| ---- | ---- | ---- | ---- | ---- | ---- |
| 273  | 394  | 519  | 332  | 498  | 466  |